# Kostel Nejsvětější Trojice (Křemešník)
Kostel Nejsvětější Trojice stojí na vrchu Křemešník ve stejnojmenné vsi, části Nového Rychnova. Od roku 1963 je chráněn jako kulturní památka.

## Historie
Podle dochovaného záznamu v pamětní knize spadl v roce 1555 pelhřimovský měšťan Matouš Chejstovský při útěku před lupiči do stříbrného dolu. Po návratu do Pelhřimova pak nechal na vrchu postavit dřevěnou kapli zasvěcenou Nejsvětější Trojici. V roce 1652 došlo k přestavbě na dřevěnou kapli, kterou vysvětil pražský arcibiskup Arnošt kardinál Harrach. Zároveň sem byly přeneseny ostatky sv. Kandida, sv. Uršuly a papeže sv. Martina. Postupně sem docházelo stále více poutníků, takže kapacita brzy přestala stačit. Proto v roce 1752 vznikl na místě kaple barokní kostel.

### Program záchrany architektonického dědictví
V rámci Programu záchrany architektonického dědictví bylo v letech 1995–2014 na opravu památky čerpáno 4 190 000 Kč.
| rok    | 2008 | 2009 | 2010  | 2011 | 2012 | 2013 | 2014 |
| ------ | ---- | ---- | ----- | ---- | ---- | ---- | ---- |
| částka | 470  | 500  | 1 070 | 930  | 420  | 400  | 400  |

## Popis
Jedná se o trojlodní kostel s půdorysem ve tvaru kříže. Složen je z hlavní lodě na půdorysu obdélníka a trojice kaplí na severovýchodní straně. V tympanonu nade dveřmi se nachází trojúhelníkový reliéf z druhé poloviny 16. století. V reliéfu je možné vidět korunovaci Panny Marie. Malby uvnitř kostela vytvořil především Jan Kalina a znázorňují výjevy Božích vůlí, osmera Blahoslavenství a Boží ctností. Vitráže pochází z roku 1936. Hlavní oltář z roku 1752 je taktéž zasvěcený Nejsvětější Trojici. Hlavní oltář pak doplňuje dvojice vedlejších oltářů. Oltář vlevo je zasvěcen Nejsvětějšímu Srdci Ježíšovu, pravý pak Panně Marii. Celý poutní areál pak doplňuje kaple mrtvých, kaple korunovace Panny Marie, ambity, fara a škola.
Ke kostelu vede od pramene Zázračná studánka Křížová cesta z roku 1906.

## Zajímavosti
- Nachází se zde turistická známka TZ No. 384 – Křemešník.[3]
- Oltář kostela je zapsán v České knize rekordů jako jediný trojboký oltář v České republice.[4]

## Galerie

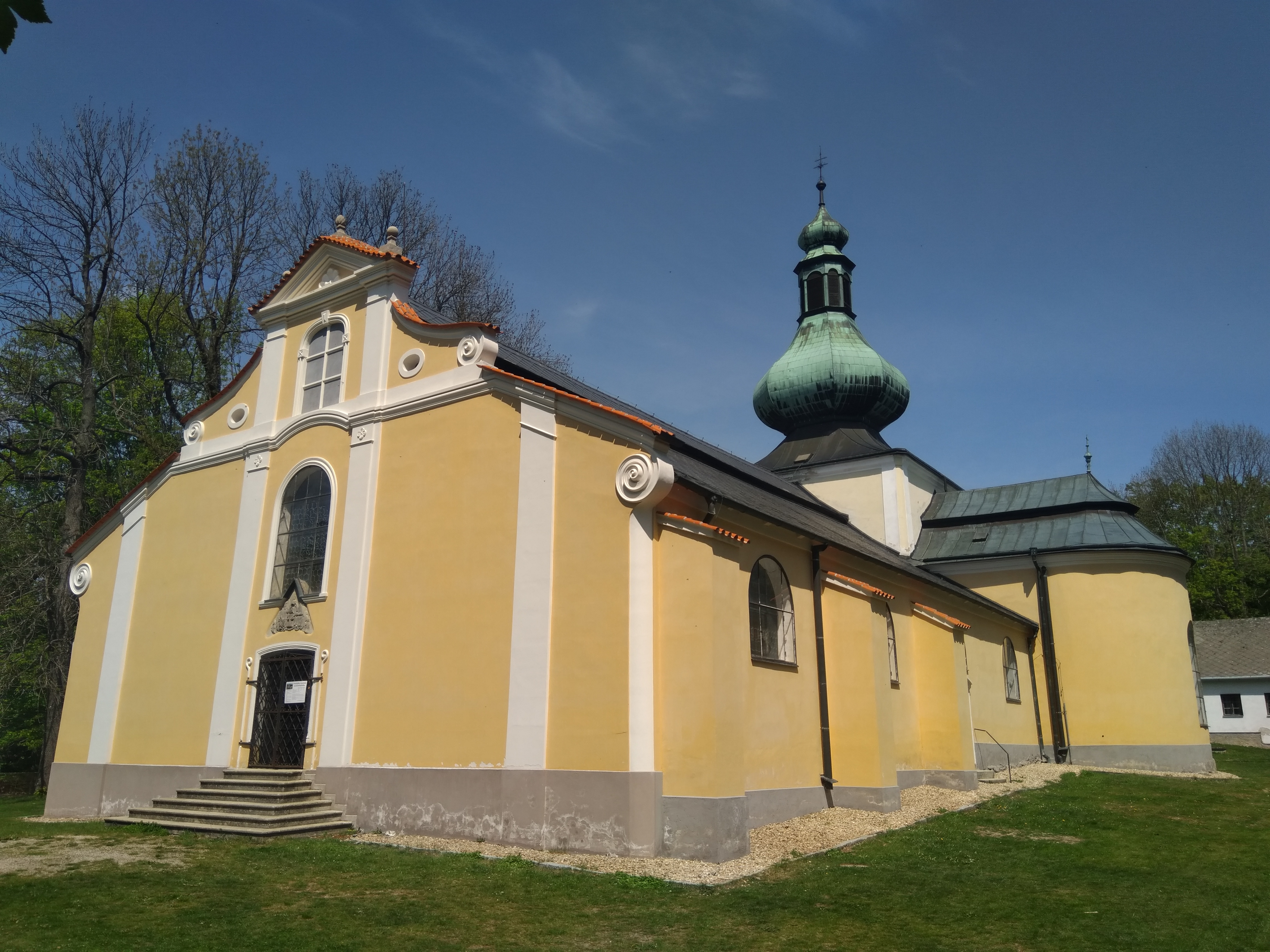
Kostel Nejsvětější Trojice
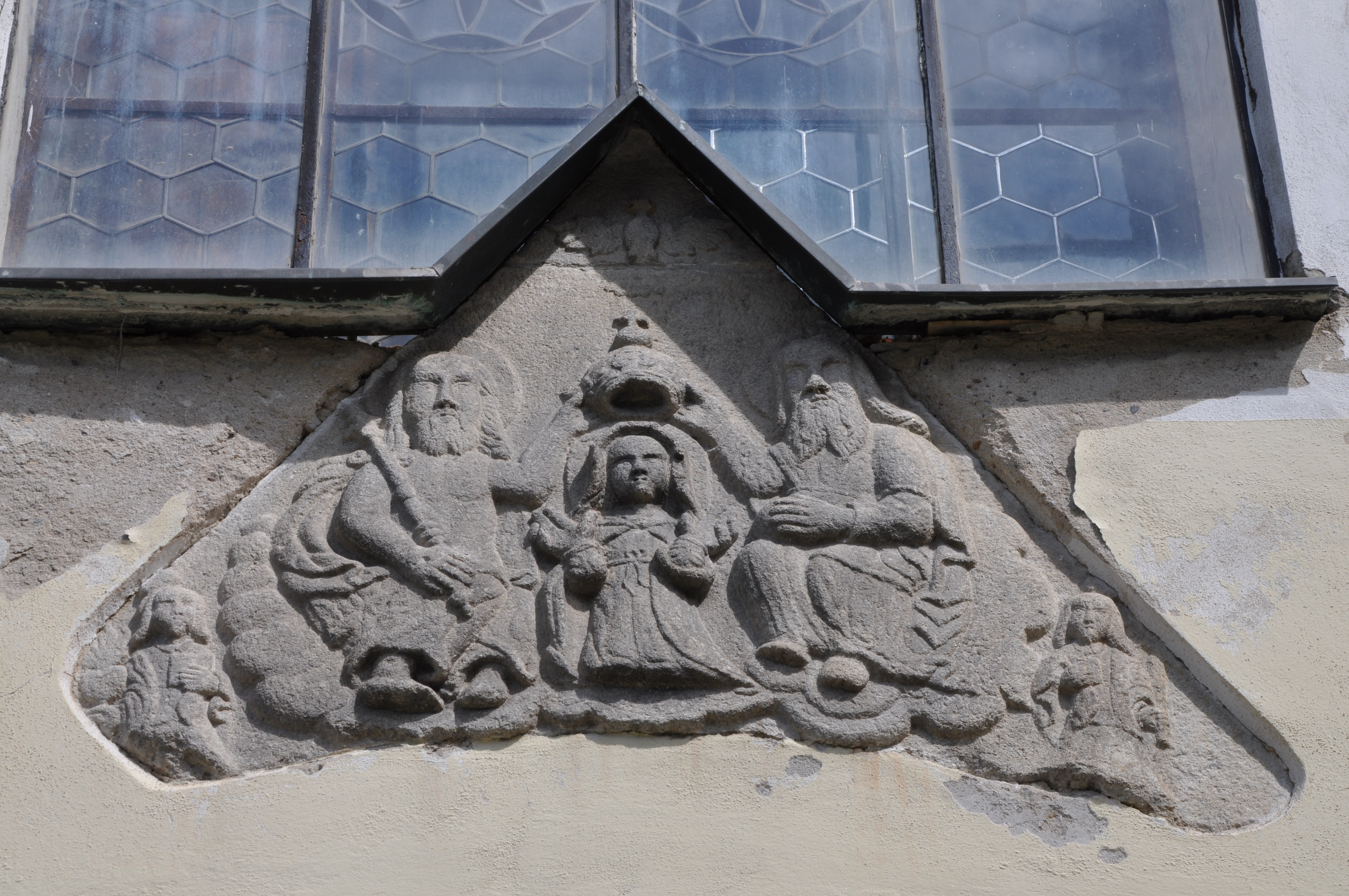
Reliéf nad vchodem kostela
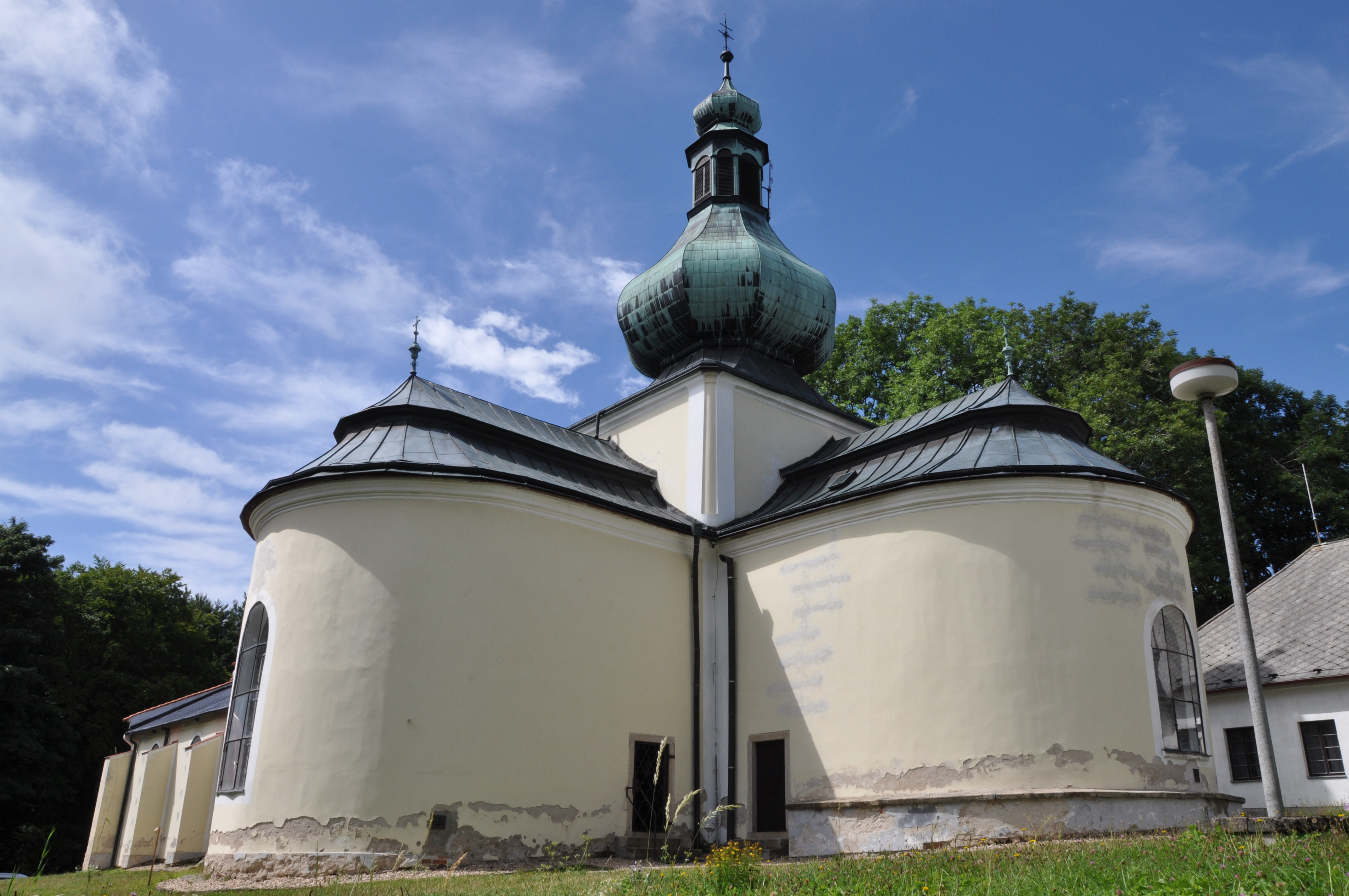
Zadní část kostela
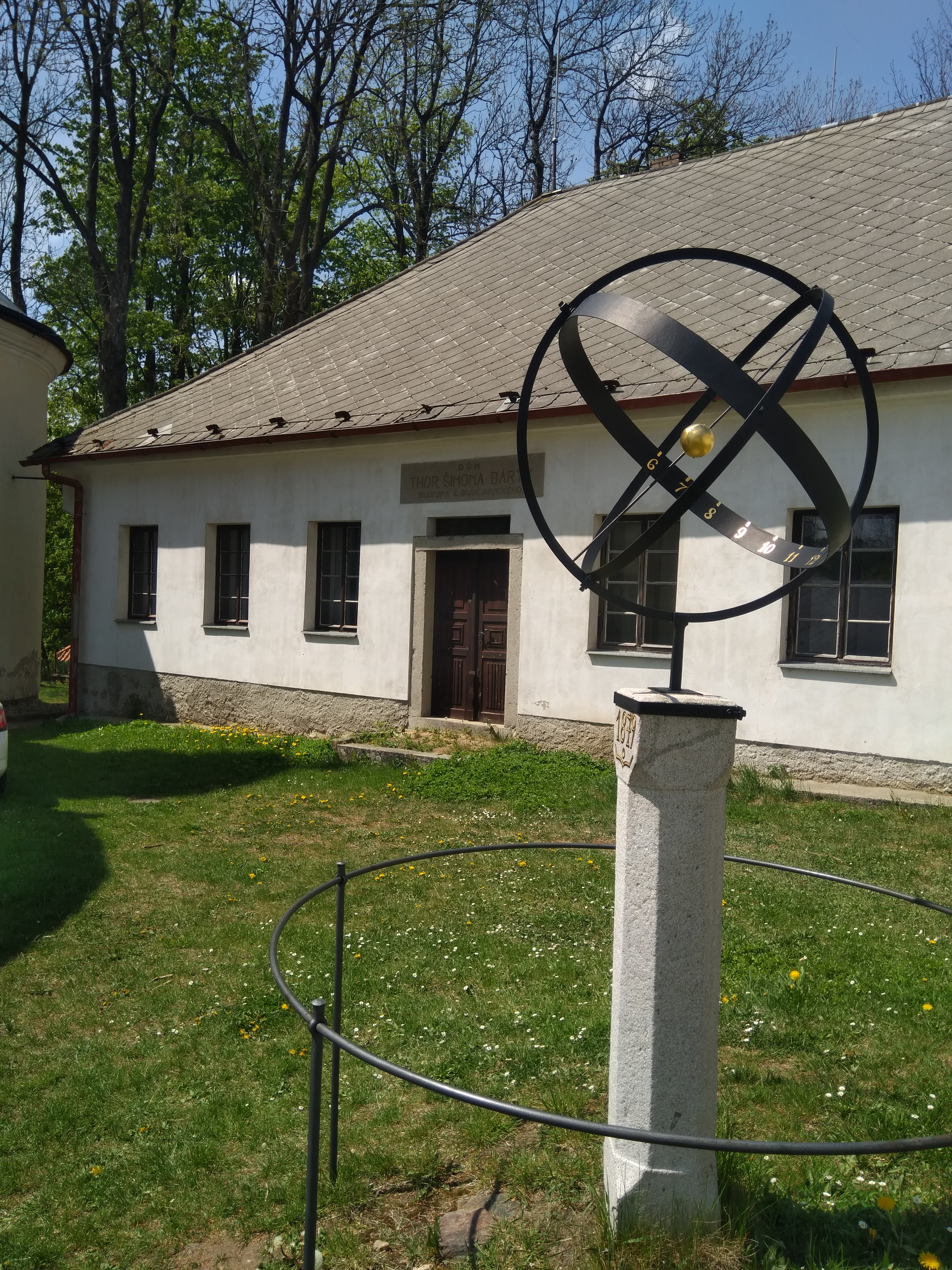
Sluneční hodiny za kostelem
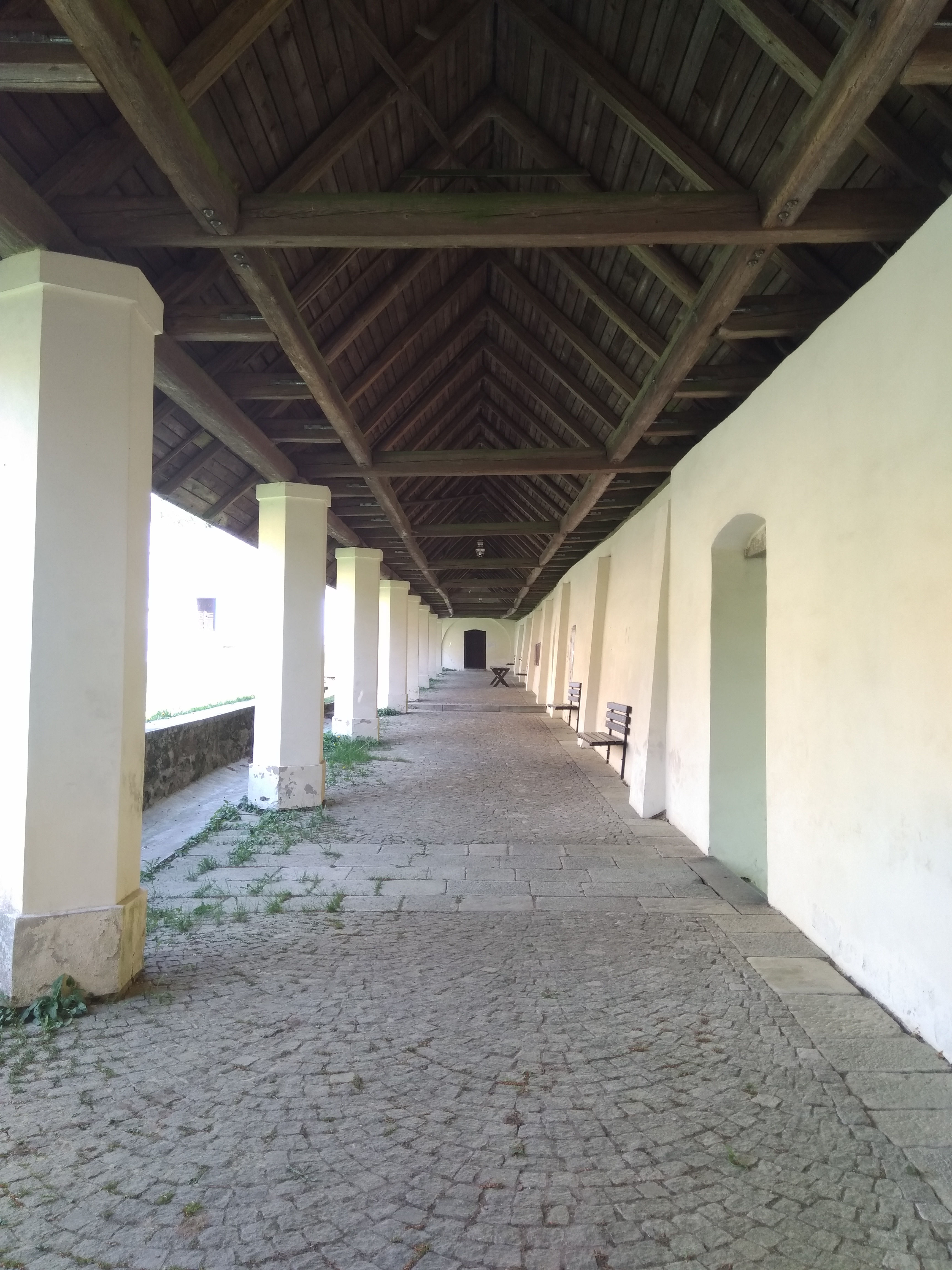
Krov ambitu kolem kostela
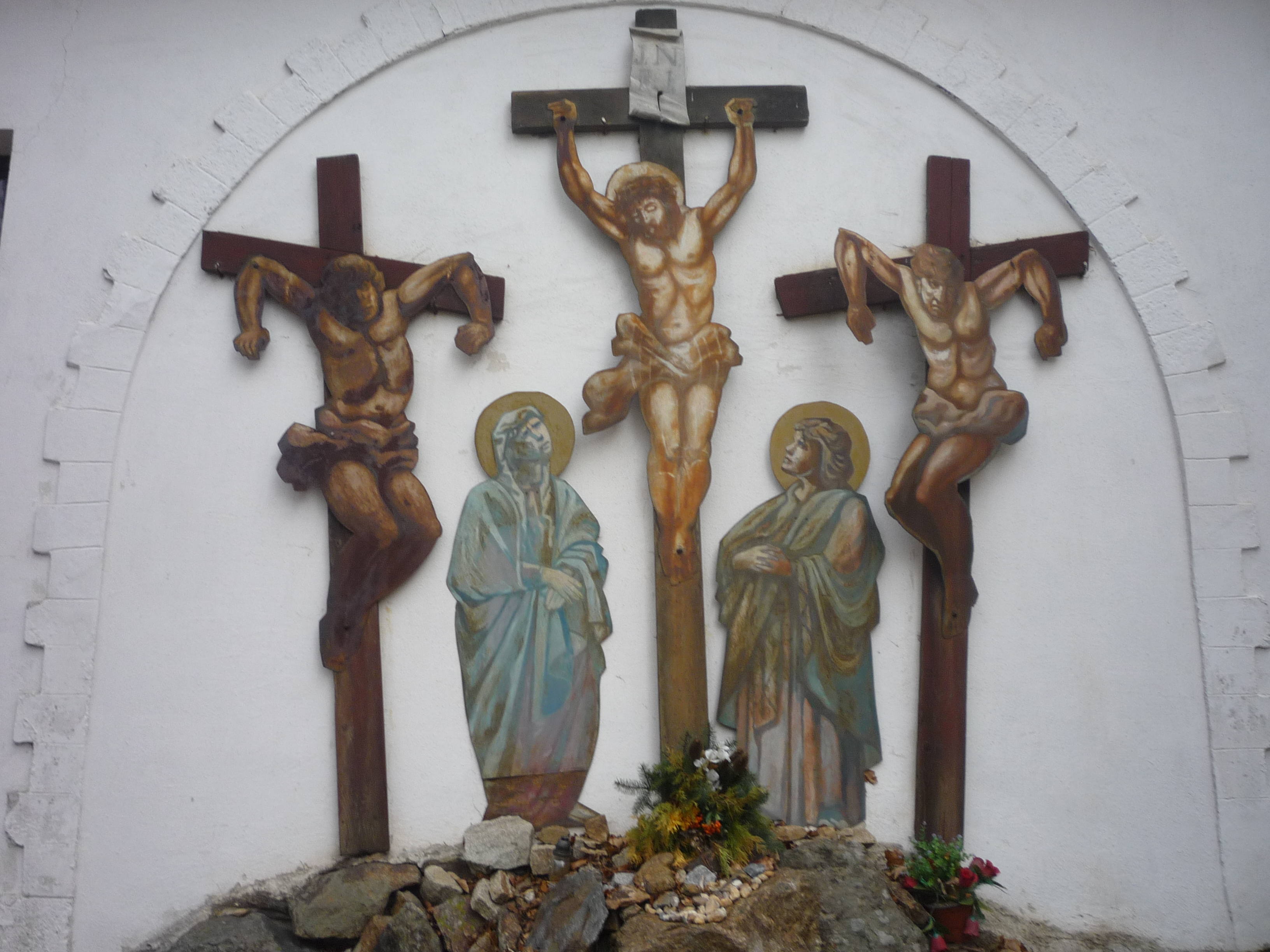
Golgota
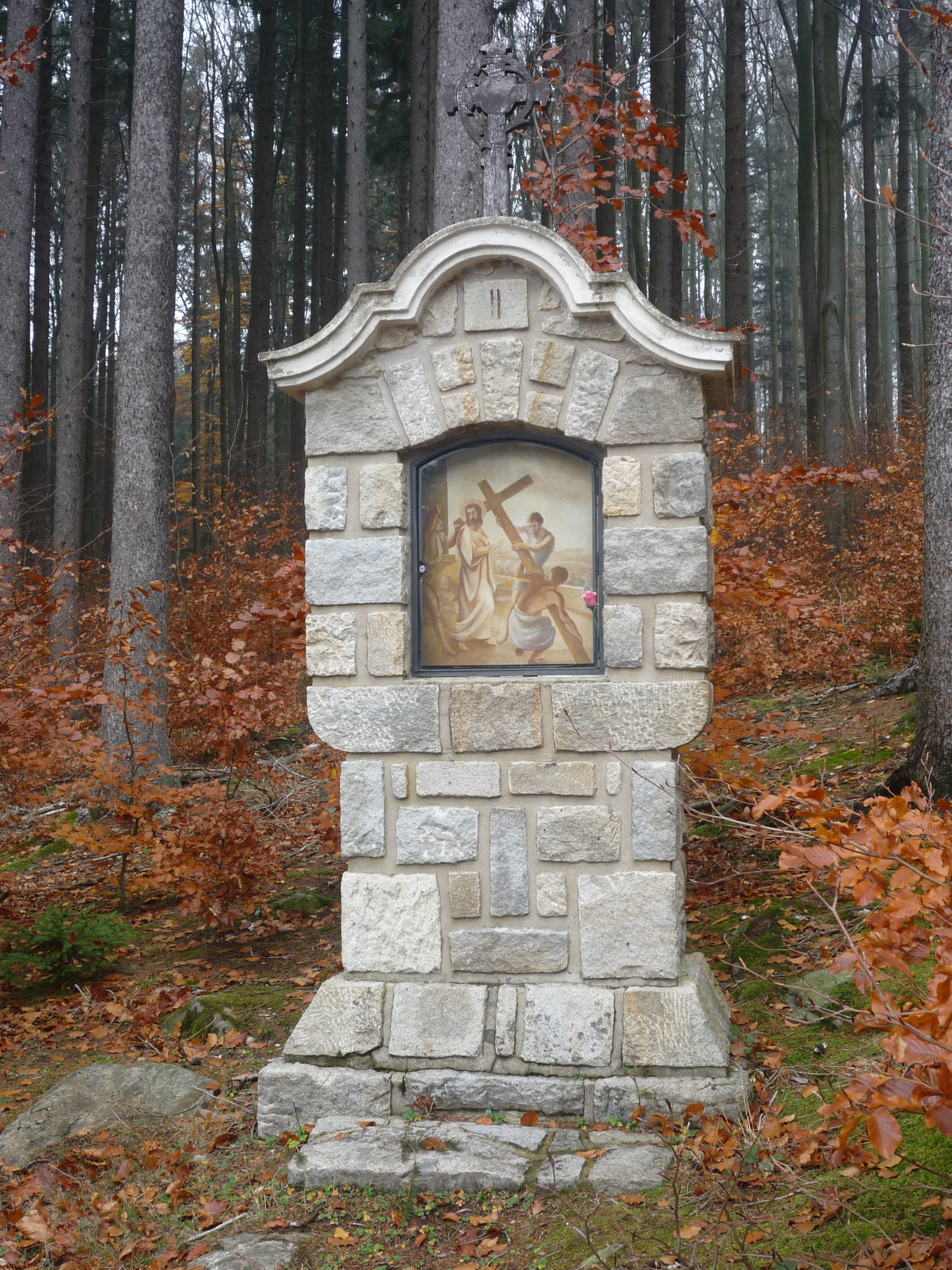
Jedno zastavení křížové cesty vedoucí ke kostelu
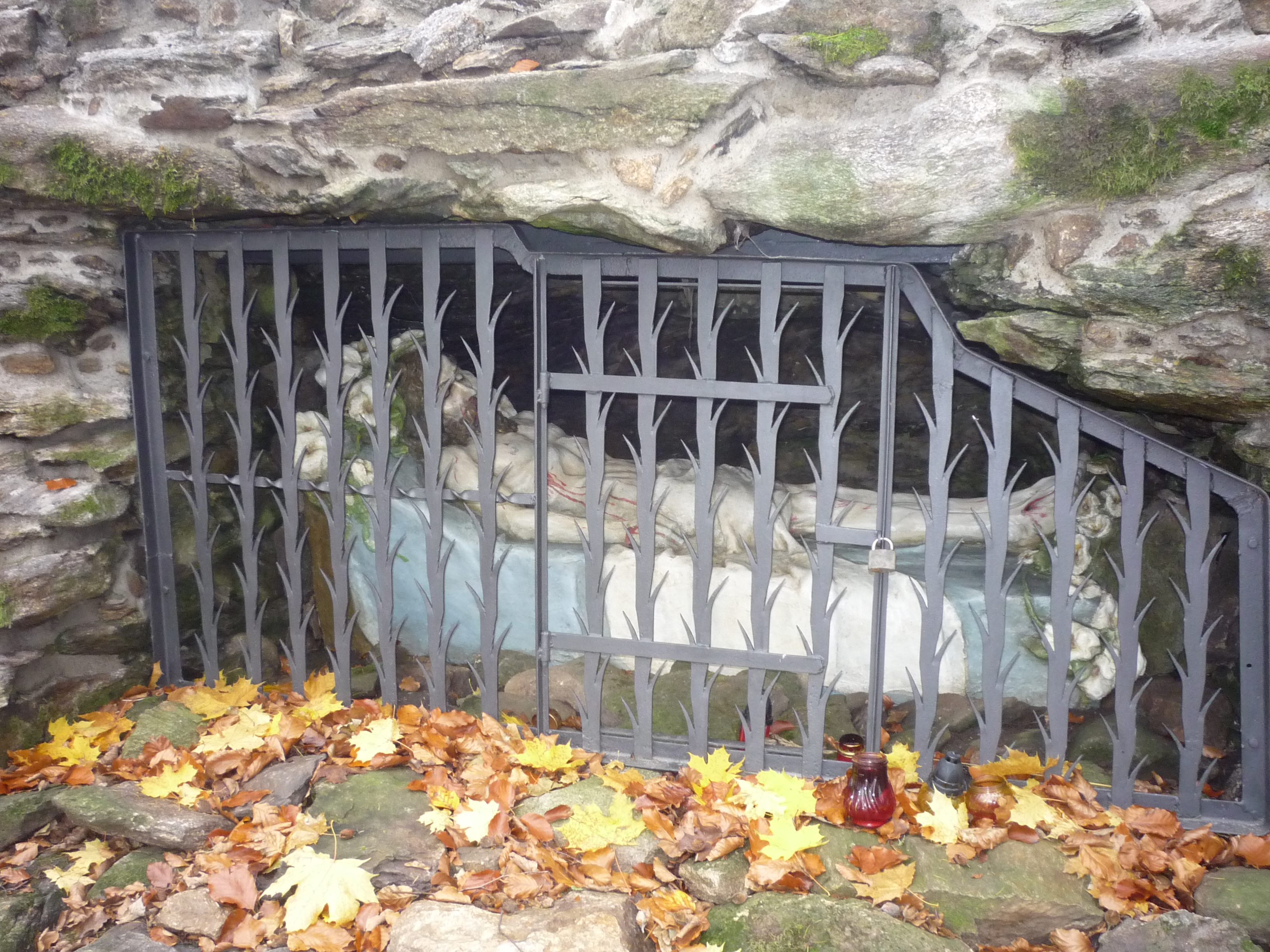
Boží hrob (autor sochy Krista: Antonín Bílek)
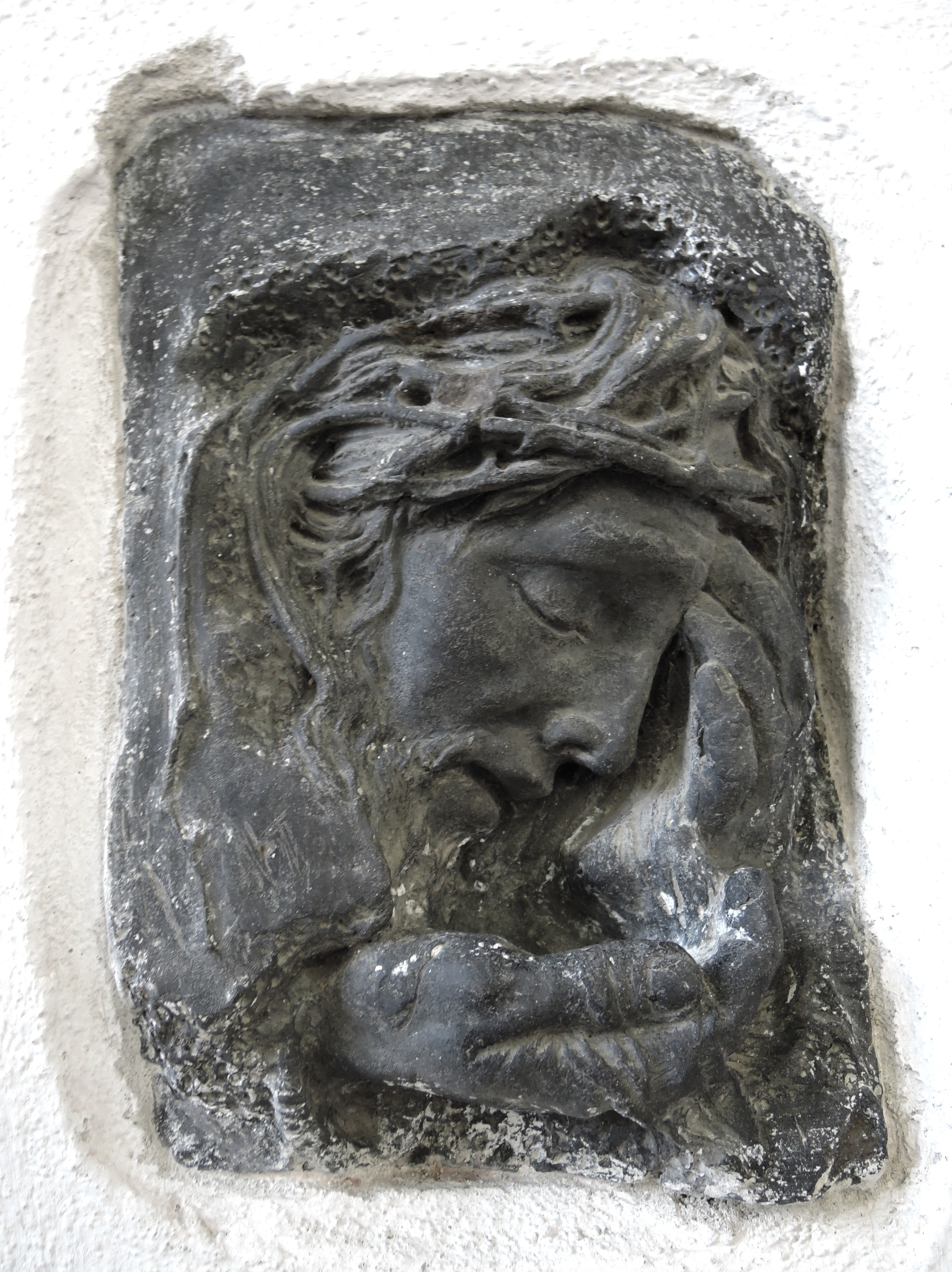
Kropenka v kapli v ambitech u kostela (autor: František Bílek)